# Liste des préfets de la Moselle
Liste des préfets de la Moselle depuis la création du département. Le siège de la préfecture est à Metz dans l’ancien hôtel de l’Intendance.

## Liste des préfets français (1800-1870)

### Consulatet duPremier Empire(1800-1814)
| Période          | Période | Identité                         | Fonction précédente                            | Observation |
| ---------------- | ------- | -------------------------------- | ---------------------------------------------- | --- |
| 2 mars 1800      | 1805    | Jean-Victor Colchen              | Ministre plénipotentiaire                      | nommé sénateur                                                                                                  |
| 1er février 1805 | 1815    | Vincent-Marie Viénot de Vaublanc | Membre du Conseil des Cinq-Cents jusqu’en 1798 | Maintenu à la première Restauration Conseiller d'État (juillet 1815) Préfet des Bouches-du-Rhône (juillet 1815) |

### Première Restauration(1814-1815)
| Période          | Période | Identité                         | Fonction précédente              | Observation |
| ---------------- | ------- | -------------------------------- | -------------------------------- | --- |
| 1er février 1805 | 1815    | Vincent-Marie Viénot de Vaublanc | Membre du Conseil des Cinq-Cents | Maintenu à la première Restauration Conseiller d'État (juillet 1815) Préfet des Bouches-du-Rhône (juillet 1815) |

### Cent-Jours(1815)
| Période         | Période | Identité                         | Fonction précédente | Observation                                                                            |
| --------------- | ------- | -------------------------------- | --- | -------------------------------------------------------------------------------------- |
| 28 mars 1815    | 1815    | Charles-François de Ladoucette   | Préfet de la Roer |                                                                                        |
| 12 juillet 1815 | 1815    | Pierre-Marie Taillepied de Bondy | Préfet de la Seine (Cent-Jours : 20 mars 1815 - 7 juillet 1815) Représentant à la Chambre des Cent-Jours (16 mai 1815) | Installé le 4 août 1815, destitué et remplacé le 11 août) Député de l'Indre (1816-1824 |

### Seconde Restauration(1815-1830)
- 1815 Paul Sabatier de Lachadenède (fut sous-préfet de Castres)
- 1817 : Hervé-Louis-François-Joseph-Bonaventure Clérel, comte de Tocqueville, père d’Alexis de Tocqueville
- 1824 : Auguste de Balsac (baron)
- 1828 : Louis-Auguste-Antoine-Élysée de Suleau (vicomte)
- 1830 : Augustin Le Forestier, comte de Vendeuvre (maire de Caen de 1816 à 1824)

### Monarchie de Juillet(1830-1848)
- 1830 : Jean-André Sers (baron)
- 20 octobre 1838 : Hippolyte Paul Jayr
- 1839 : Albert-Edmond-Pierre-Stanislas Germeau

### Deuxième République(1848-1952)
- 1848 : Jean-Prosper Billaudel (commissaire du gouvernement puis préfet)
- 1849 : Hugues-Iéna Darcy
- 1849 : Renaud-Olive Tonnet (Fonction précédente : préfet de la Haute-Marne).
- 1850 : Claude-Joseph Brandelys, comte de Saint-Marsault

### Second Empire(1852-1870)
- 1852 : Auguste-Pierre-Georges Malher (comte)
- 1859 : Louis-Charles Jeanin (baron)
- 1865 : Paul Odent

## Listes des préfets et présidents allemands (1870-1919)

### Préfets de la Lorraine allemande
- 1er septembre 1870 : Guido Henckel von Donnersmarck (comte)
- Mars à septembre 1871 : Léonçe Robert Freiherr von Könneritz (de) (baron)
- Septembre 1871 - février 1872 : Guido Henckel von Donnersmarck (comte)

### Présidents de la Lorraine (Bezirkspräsident von Lothringen)
- Mars 1872 : Botho zu Eulenburg (comte)
- 1873-1874 : Adolf von Arnim-Boitzenburg (comte)
- 1875-1876 : Robert Viktor von Puttkamer
- 1877-1880 : Friedrich Albrecht Karl Johann von Reitzenstein[1] (baron)
- 1881-1882 : Adalbert von Flottwell
- 1883-1900 : Hans von Hammerstein-Loxten
- 1901-1912 : Johann Friedrich Alexander von Zeppelin-Aschhausen (comte)
- 1913-1918 : Karl von Gemmingen-Hornberg (baron)

## Liste des préfets français de la3eRépublique(1918-1940)
- 1918 : Léon Mirman (commissaire de la République puis préfet)
- 1919-1929 : François Manceron
- 1929 : Calixte Geay
- 1933 : Fernand Carles
- 1936 : Marc Chevalier
- 16 janvier 1939 : Charles Jean Louis Bourrat (préfet du département d'Alger). "Arrêté par les Allemands, 15 juin 1940, expulsé, 9 septembre 1940, rend compte à Vichy et se replie avec un échelon de la préfecture à Montauban de juin 1940 à septembre 1944, où il s'occupe des Lorrains expulsés, répartis dans 27 départements. Arrêté par la Gestapo le 9 juin 1944, il est déporté au camp de concentration de Neuengamme puis à Tinck (Tchécoslovaquie). À son retour il sera avocat à Perpignan et conseiller général"[2].

## Liste des préfets francais

### GPRF et de laQuatrième République(1944-1958)
- 1944 : Marcel Rebourset[3]
- 1945 : Louis Tuaillon
- 1947 : Louis Périllier
- 1948 : Georges Cathal (préfet adjoint)
- 1950 : André-Louis Dubois
- septembre 1954 : Jean Laporte

### Cinquième République(depuis 1958)
| Période           | Période           | Identité                       | Fonction précédente                                              | Observation |
| ----------------- | ----------------- | ------------------------------ | ---------------------------------------------------------------- | --- |
| 27 août 1954      | 12 juillet 1967   | Jean Laporte                   | Préfet du Finistère                                              | Nommé préfet coordonnateur de la région Lorraine le 20 janvier 1961. Nommé préfet des Bouches-du-Rhône en 1967. |
| 12 juillet 1967   | 6 décembre 1967   | Pierre Chaussade               | Préfet de la région Haute-Normandie, préfet de la Seine-Maritime | Retraite et préfet honoraire. Devient P.D.G. des entreprises Albert Cochery (1967-1969), puis de la Lyonnaise des eaux (1970-80)                                                                                              |
| 6 décembre 1967   | 29 octobre 1971   | Pierre Dupuch                  | Préfet de la région Languedoc-Roussillon, préfet de l'Hérault    | Préfet de la région Nord-Pas-de-Calais, préfet du Nord |
| 29 octobre 1971   | 8 avril 1976      | Gaston Pontal                  | Préfet de la région Basse-Normandie, préfet du Calvados          | Retraite; Vice-président du groupe Treca en 1978 |
| 8 avril 1976      | 13 septembre 1978 | Jean Deleplanque               | Préfet de la région Bourgogne, préfet de la Côte-d'Or            | Retraite; Président de Cartier en 1981 |
| 13 septembre 1978 | 7 mai 1982        | Jean Brenas                    | Préfet des Yvelines                                              | Devient président du conseil d'administration des Houillères du bassin de Lorraine |
| 7 mai 1982        | 6 octobre 1986    | Henri Gevrey                   | Préfet de la région Bourgogne, préfet de la Côte-d'Or            | Retraite |
| 17 octobre 1986   | 19 juillet 1989   | Claude Bussière                | Préfet de la région Midi-Pyrénées, préfet de la Haute-Garonne    | Nommé préfet de la région Provence-Alpes-Maritimes-Côte-d'Azur, préfet des Bouches-du-Rhône |
| 17 octobre 1989   | 24 juin 1993      | Mahdi Hacène                   | Préfet de la région Alsace, préfet du Bas-Rhin                   | Nommé préfet de la région Nord-Pas-de-Calais, préfet du Nord |
| 24 juin 1993      | 31 décembre 1993  | Georges Peyronne               | Préfet de la région Bourgogne, préfet de la Côte-d’Or            | Nommé préfet hors cadre |
| 31 décembre 1993  |                   | Roger Benmebarek               | Préfet hors cadre                                                | |
| 26 septembre 1996 | 25 juin 2002      | Bernadette Malgorn             | Préfète hors cadre                                               | En 2000, le préfet de Moselle devient aussi le préfet de la zone de défense et de sécurité Est. Nommée préfète de la région Bretagne, préfète d'Ille-et-Vilaine                                                               |
| 25 juin 2002      | 10 février 2006   | Bernard Hagelsteen             | Préfet de la région Bourgogne, préfet de la Côte-d'Or            | Nommé préfet hors cadre |
| 23 février 2006   | 21 juin 2007      | Pierre-René Lemas              | Préfet de Corse, préfet de la Corse-du-Sud                       | Nommé préfet hors cadre |
| 21 juin 2007      | 25 novembre 2010  | Bernard Niquet                 | Préfet de la région Poitou-Charentes, préfet de la Vienne        | Nommé préfet hors cadre |
| 25 novembre 2010  | 31 mai 2012       | Christian Galliard de Lavernée | Préfet de la région Bourgogne, préfet de la Côte-d'Or            | Nommé préfet de la région Pays de la Loire, préfet de la Loire-Atlantique |
| 31 mai 2012       | 1er janvier 2016  | Nacer Meddah                   | Conseiller référendaire à la Cour des comptes                    | Préfet de la région Centre-Val de Loire, préfet du Loiret |
| 1er janvier 2016  | 9 octobre 2017    | Emmanuel Berthier              | Préfet de l'Oise                                                 | Au 1er janvier 2016, le préfet de Moselle n'est plus préfet de la région Lorraine, ni de la zone de défense et de sécurité Est. Nommé directeur général des outre-mer à l'administration centrale du ministère de l'intérieur |
| 11 octobre 2017   | 24 août 2020      | Didier Martin                  | Préfet de l'Oise                                                 | Préfet de la Loire-Atlantique |
| 24 août 2020      | 28 avril 2025     | Laurent Touvet                 | Préfet du Haut-Rhin                                              | Nommé préfet du Pas-de-Calais |
| 28 avril 2025     | En cours          | Pascal Bolot                   | Préfet du Morbihan                                               | |

## Liste des sous-préfets

### Sous-préfets de Forbach-Boulay-Moselle
Le 1er janvier 2015, les arrondissements de Forbach et de Boulay-Moselle fusionnent pour devenir l'arrondissement de Forbach-Boulay-Moselle.
Sous-préfets de Forbach (1800-1870 & 1918-1940 & 1944-2015)
Sous-préfets de Boulay-Moselle (1800-1870 & 1918-1940 & 1944-2015)
Sous-préfets de Forbach-Boulay-Moselle (depuis 2015)

### Sous-préfets de Sarrebourg-Château-Salins
Le 1er janvier 2015, les arrondissements de Sarrebourg et de Château-Salins fusionnent pour devenir l'arrondissement de Sarrebourg-Château-Salins.
Sous-préfets de Château-Salins (1800-1870 & 1918-1940 & 1944-2015)
Sous-préfets de Sarrebourg (1800-1870 & 1918-1940 & 1944-2015)
Sous-préfets de Sarrebourg-Château-Salins (depuis 2015)

### Sous-préfets de Thionville
Sous-préfets de Thionville-Est (1800-1870 & 1918-1940 & 1944-2015)
Sous-préfets de Thionville-Ouest (1920-1922)
Il n’y a eu qu’un seul sous-préfet nommé séparément pour cet arrondissement entre 1920 et 1922. Ce poste sera fusionné avec celui du poste de Thionville-Est.
Sous-préfets de Thionville (depuis 2015)